# Le Train des enfants
Pour plus de détails, voir Fiche technique et Distribution.
Le Train des enfants (Il treno dei bambini) est un film dramatique italien réalisé par Cristina Comencini et sorti en 2024. Il s'agit d'une adaptation du roman éponyme (it) de Viola Ardone, paru en 2019.
Le film est présenté au Festival international du film de Rome avant sa diffusion mondiale sur Netflix.

## Synopsis
Au lendemain de la Seconde Guerre mondiale en 1946, Naples est dévastée. À l'initiative du Parti communiste italien, des enfants napolitains sont accueillis dans des familles d'accueil du nord de l'Italie, ce sont les fameux trains du bonheur. La mère d'Amerigo Speranza, un garçon de sept ans, contacte le projet. C'est ainsi qu'Amerigo quitte la maison et la ville pour le nord de l'Italie, où il sera accueilli par une famille de la campagne émilienne.

## Fiche technique
- Titre français : Le Train des enfants
- Titre original : Il treno dei bambini[3]
- Réalisateur : Cristina Comencini
- Scénario : Cristina Comencini, Furio Andreotti (it), Giulia Calenda, Camille Dugay d'après le roman Le Train des enfants (it) (Il treno dei bambini) de Viola Ardone, paru en 2019[2].
- Photographie : Italo Petriccione (it)
- Montage : Patrizio Marone, Esmeralda Calabria
- Musique : Nicola Piovani
- Décors : Maurizio Leonardi
- Sociétés de production : Palomar (it)
- Pays de production :  Italie
- Langue originale : italien
- Format : couleurs - 2,39:1 - son Dolby Digital
- Durée : 105 minutes
- Genre : drame historique
- Dates de sortie[4] :
  - Italie : 20 octobre 2024 (Festival international du film de Rome)
  - Monde : 4 décembre 2024 (sur Netflix)

## Distribution
- Barbara Ronchi (VF : Flora Brunier) : Derna
- Serena Rossi (VF : Anne Tilloy) : Antonietta Speranza
- Christian Cervone (VF : Esteban Hernandez-Sanchez) : Amerigo Speranza
  - Stefano Accorsi (VF : Emmanuel Curtil) : Amerigo, adulte
- Giorgia Arena (it) (VF : Christine Braconnier) : Rosa Benvenuti
- Francesco Di Leva (VF : Boris Rehlinger) : Forte Tête
- Antonia Truppo (VF : Bénédicte Charton) : Maddalena Criscuolo
- Beatrice Schiros (it) (VF : Véronique Augereau) : la maîtresse Ferrari
- Monica Nappo (it)
- Nunzia Sciano (it)

 Source et légende : version française (VF) sur RS Doublage et carton du doublage français.

## Production
En 2023, il a été annoncé que la réalisatrice Cristina Comencini réaliserait un film librement inspiré du roman d'Ardone, produit par Palomar et distribué par Netflix Italia, qui a officialisé le projet en septembre.
Le tournage a eu lieu à Turin, Naples, Poviglio, Roccabianca, Guastalla, Pistoia et Montalcino entre septembre et décembre 2023,,,,,.